# São José (Viseu)
São José ist ein portugiesischer Ort und eine ehemalige Gemeinde (Freguesia) im Kreis Viseu. Die Gemeinde hatte 5399 Einwohner (Stand 30. Juni 2011).
Am 29. September 2013 wurden die Gemeinden Viseu (São José), Viseu (Coração de Jesus) und Viseu (Santa Maria de Viseu) zur neuen Gemeinde União das Freguesias de Viseu zusammengeschlossen.